# Magnetické pole planet
Magnetické pole planet ve Sluneční soustavě je generováno procesy v metalickém planetárním jádře. Toto magnetické pole tvoří kolem mateřského objektu tzv. magnetosféru, která ho chrání před slunečním větrem. Na základě analogie s točivými elektrickými stroji se tento mechanismus běžně nazývá planetární dynamo. Přitom ale velikost, síla i orientace magnetického pole se může s časem měnit i zcela vymizet. V tom případě je možné na existenci magnetického pole v minulosti usuzovat pouze tehdy, je-li pozorována na povrchu planety remanentní magnetizace kůry.

## Mechanismus generování magnetického pole planet
Pokud je teplotní rozdíl mezi jádrem a pláštěm po delší dobu dostatečně velký (tj. je dostatečně vysoký tepelný tok přes jejich rozhraní) dochází k termální konvekci v kapalném jádře planety. Protože je materiál silně vodivý, jeho pohyb vytváří tzv. termální dynamo. Tento mechanismus má relativně malou účinnost a je zřejmě činný pouze v nejranějších obdobích vývoje planety. Později s vyrovnáváním teplot v plášti a jádře přestává být funkční a pokud není nahrazen jiným mechanismem, magnetické pole mizí.
Pokud jsou podmínky (teplota, tlak a chemické složení) v jádře vhodné k růstu pevného vnitřního jadérka, může dojít ke vzniku termo-chemického dynama. To má velmi vysokou účinnost a např. u Země generuje silné magnetické pole kolem naší planety dodnes, tedy zřejmě déle než 4 miliardy let.
Alternativou k termo-chemickému dynamu je dynamo termo-elektrické.
Bylo navrženo k vysvětlení velmi slabého magnetického pole planety Merkur pozorovaného sondou Mariner 10. Princip tohoto dynama spočívá v generování proudů v oblasti zvlnění rozhraní pláště a jádra (k tomuto zvlnění dochází kvůli termální konvekci v plášti) díky rozdílným teplotám a velké vodivosti materiálu jádra. Tyto proudy pak jsou schopny vytvářet globální magnetické pole, které dosahuje až nad povrch planety.

## Magnetické pole terestrických objektů Sluneční soustavy

### Magnetické pole Venuše
Venušino vlastní magnetické pole je ve srovnání s ostatními planetami sluneční soustavy velmi slabé. Možnou příčinou je její pomalá rotace, nedostatečná k rozpohybování vnitřního dynama z tekutého železa. Sluneční vítr proto přímo zasahuje Venušinu horní atmosféru. Uvažuje se, že Venuše měla původně stejné množství vody jako Země, ale v důsledku bombardování slunečními částicemi se voda rozložila na vodík a kyslík. Vodík díky své nízké hmotnosti snadno unikl do prostoru, kyslík se sloučil s atomy kůry a zmizel z atmosféry. Poměr vodíku a deuteria (které nemůže unikat tak rychle) ve Venušině atmosféře tuto teorii podporuje.

### Magnetické pole Marsu
Mars má slabé magnetické pole, jehož ochranná funkce je neporovnatelně menší než u zemského magnetického pole. Měření sondy Mars Global Surveyor přinesla důkazy, že krátce po vzniku planety měl Mars dynamičtější povrch, který se více podobal Zemi. Měření magnetometrem ukázalo magnetické pruhy, což svědčí o silnějším magnetickém dynamu, které pracovalo několik miliónů let po vzniku. Neznámá událost (možný dopad asteroidu) však toto pole narušila.
Ze zjištění vědců z amerického Úřadu pro letectví a vesmír (NASA), kteří analyzovali získaná data ze sondy Mars Odyssey, vyplývá, že radiace na oběžné dráze Marsu je 2,5krát větší než na Mezinárodní vesmírné stanici a dosahuje tak limitů pro bezpečný pobyt. NASA považuje tento problém za zvládnutelný pomocí stínítek a systémem varování před vyšším zářením od Slunce.

## Magnetické pole obřích planet

### Magnetické pole Jupiteru
Jeho magnetické pole lze vidět i ze Země, může se jevit až 5× větší než Měsíc v úplňku, přestože je mnohem vzdálenější. Toto magnetické pole vytváří mohutné výrony urychlených částic v Jupiterových radiačních pásech, interaguje s měsícem Io a vytváří vodivou trubici a plazmový prstenec okolo něj. Jupiterova magnetosféra je největší strukturou sluneční soustavy (je větší než magnetosféra Slunce).
Sonda Pioneer potvrdila existenci Jupiterova mohutného magnetického pole, které je 10× silnější než zemské a obsahuje 20 000× více energie. Citlivé přístroje na palubě odhalily, že jupiterovský „severní“ magnetický pól je na jižním geografickém pólu planety s odchylkou 11 stupňů od jupiterovské osy rotace a se středem pole posunutým mimo střed Jupitera podobně jako je tomu u magnetického pole Země. Pioneer zaznamenal rázovou vlnu jupiterovské magnetosféry ještě ve vzdálenosti 26 miliónů kilometrů a magnetický ohon dosahující až za Saturnovu oběžnou dráhu.
Údaje ukazují, že velikost tohoto magnetického pole na straně obrácené ke Slunci rychle kolísá, v důsledku změn tlaku slunečního větru. Tento jev byl blíže zkoumán při dvou misích Voyager. Bylo objeveno, že proudy vysokoenergetických částic jsou vyvrhovány až k oběžné dráze Země. V jupiterovských radiačních pásech byly nalezeny a naměřeny vysokoenergetické protony, ukázalo se, že mezi Jupiterem a některými jeho měsíci (zvláště Io) protékají elektrické proudy.

### Magnetické pole Uranu
Uranovo magnetické pole je zvláštní tím, že se jeho centrum nenachází v centru planety a je vychýleno téměř 60° vzhledem k ose rotace. Pravděpodobně je vytvářeno pohybem v relativně mělkých hloubkách pod povrchem Uranu. Jelikož Neptun má podobně umístěné magnetické pole, lze předpokládat, že tento jev není následkem výchylky osy. Magnetosféra je zkroucena rotací planety do dlouhého vývrtkovitého tvaru vzadu za planetou. Zdroj magnetického pole je neznámý; o dříve předpokládaném elektricky vodivém extrémně stlačeném oceánu vody a amoniaku mezi jádrem a atmosférou nyní soudíme, že neexistuje.